# UNION
UNION je syntaktická konstrukce jazyka SQL. Slouží ke sjednocení výsledku dotazu ze dvou nebo více vstupních množin dotazu SELECT.
Aby bylo možné množiny sjednotit, je nutné ve všech sjednocovaných množinách dodržet stejný počet sloupců a jejich datových typů.
Příklad
SELECT col1, col2, col3, col4 FROM tab1
UNION
SELECT col1, col2, col3, col4 FROM tab2
Při sjednocení množin se shodné záznamy neopakují. Pro zobrazení všech záznamů odpovídajících podmínce slouží konstrukce UNION ALL.

## Použití
UNION lze použít u databází, které nejsou dokonale normalizované. Pokud databáze obsahuje tržby rozdělené do jednotlivých tabulek dle let pak rozdíl v UNION a UNION ALL pro vstupní množiny 
| pobocka | trzby |
| ------- | ----- |
| pb01    | 20000 |
| pb02    | 30000 |

| pobocka | trzby |
| ------- | ----- |
| pb01    | 25000 |
| pb02    | 30000 |

vrátí 
| pobocka | trzby |
| ------- | ----- |
| pb01    | 20000 |
| pb02    | 30000 |
| pb01    | 25000 |

| pobocka | trzby |
| ------- | ----- |
| pb01    | 20000 |
| pb02    | 30000 |
| pb01    | 25000 |
| pb02    | 30000 |

## Další vlastnosti
- Pokud chceme výstup dotazu seřadit např. podle druhého výsledného sloupce, dovolují některé databázové systémy použít za klíčovým slovem ORDER BY číselnou hodnotu – v tomto případě by příkaz končil ORDER BY 2;.